# Georg Hamel

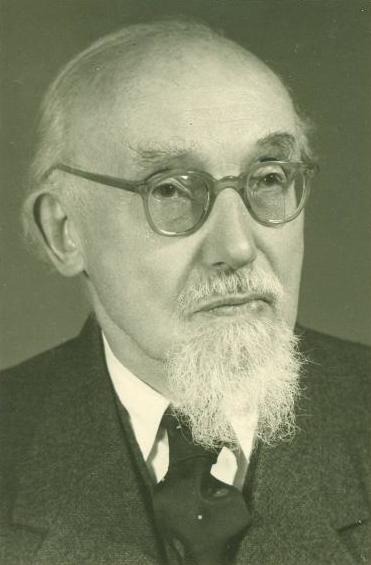
Georg Hamel omstreeks 1950

Georg Karl Wilhelm Hamel (Düren, 12 september 1877 - Landshut, 4 oktober 1954) was een wiskundige uit Duitsland met belangstelling voor de mechanica, grondslagen van de wiskunde en complexe functietheorie. De in de lineaire algebra gebruikte basis wordt ook naar hem Hamelbasis genoemd.
Düren lag in 1877 nog in de Rijnprovincie, Landshut ligt in Beieren. Hamel studeerde aan de Rheinisch-Westfälische Technische Hochschule in Aken, de Humboldtuniversiteit van Berlijn en de Georg-August-Universität in Göttingen. Hij is in Göttingen bij David Hilbert in 1901 gepromoveerd en habiliteerde daarna in 1903 aan het Karlsruher Institut für Technologie in Karlsruhe. Hij werd in 1905 docent aan de Technische Universiteit Brno, in 1912 in Aken en in 1919 aan de Technische Universiteit Berlijn. Hij is er in 1927 mee bezig geweest voor de regering van Duitsland een codeermachine te maken. Hij werd in 1938 lid van de Pruisische Academie van Wetenschappen en in 1953 van de Beierse Academie van Wetenschappen. 